# Амелогенін
Амелогеніни — група ізоформ білка, які утворюються шляхом альтернативного сплайсингу або протеолізу з продуктів гена AMELX на Х-хромосомі, а також гена AMELY у чоловіків на Y-хромосомі. Вони беруть участь в амелогенезі, тобто розвитку емалі. Амелогеніни є білком позаклітинного матриксу, який разом з амелобластинами, емалінами та туфтелінами спрямовує мінералізацію емалі, утворюючи високоорганізований матрикс із паличок, міжстержневих кристалів та білків.
Хоча точна роль амелогенінів у регуляції процесу мінералізації не з'ясована, відомо, що амелогеніни присутні у великій кількості під час амелогенезу. Під час формування емаль людини містить близько 70 % білка, 90 % якого становлять амелогеніни.

## Функція
Вважається, що амелогеніни беруть участь в організації емалевих стрижнів під час розвитку зубів. Останні дослідження вказують на те, що ці білки регулюють ініціацію та ріст кристалів гідроксиапатиту під час мінералізації емалі. Крім того, амелогеніни сприяють утворенню цементу, направляючи цементобласти до поверхні кореня зуба.

## Варіанти
Ген амелогеніну найбільш вивчений у людей, де він присутній в одній копії, розташований на X та Y хромосомах у ділянках Xp22.1-Xp22.3 та Yp 11.2 [5]. Розташування гена амелогеніну в статевих хромосомах впливає на варіабельність як між варіантом на X-хромосомі (AMELX) та варіантом на Y-хромосомі (AMELY), так і між алелями AMELY серед різних популяцій. Це пояснюється тим, що AMELY існує в нерекомбінуючій ділянці хромосоми Y, що ефективно ізолює її від нормального тиску добору. Інші джерела варіації амелогеніну виникають через різні ізоформи AMELX, отримані в результаті альтернативного сплайсингу транскриптів мРНК. Конкретні ролі ізоформ ще не встановлені. Серед інших організмів амелогенін добре зберігся серед вищих звірів і має гомологи у однопрохідних, рептилій та земноводних.

## Застосування при визначенні статі
Відмінності між варіантами гена амелогеніну на X-хромосомі та Y-хромосомі (AMELX і AMELY відповідно) дозволяють використовувати його для визначення статі невідомих зразків людини. Перший інтрон AMELX містить делецію з 6 пар основ відносно інтрона 1 AMELY. Це можна виявити за допомогою недорогої полімеразної ланцюгової реакції (ПЛР) інтрона 1 з наступним електрофорезом у гелі. Дві смуги ДНК, 555 п. н. та 371 п. н. виявляються, якщо присутні обидва версії гена AMELX та AMELY (тобто зразок узятий від чоловіка), або виявляється тільки одна смуга ДНК розміром 555 п. н., якщо присутня лише версія AMELX (тобто зразок узятий від жінки).
Однак через відмінності AMELY серед індивідів і популяцій цей метод визначення статі не є на 100 % точним. Мутація в ділянках інтрона 1 AMELY, який зазвичай використовується як сайт відпалу праймера, може вимкнути ампліфікацію ПЛР. Вставка розміром 6 п. н. в інтрон 1 AMELY призводить до отримання амплікона, ідентичної за довжиною до AMELX. У деяких чоловіків AMELY може бути повністю видалена. У будь-якому з цих випадків під час гель-електрофорезу продуктів ПЛР візуалізується лише одна смуга, що спричиняє неправильну ідентифікацію зразка як жіночого. Рівень помилкової ідентифікації може відрізнятися між групами населення, але загалом видається низьким. В одному дослідженні в Іспанії тест на визначення статі за допомогою амелогеніну з використанням смуг AMELX (977 п. н.) і AMELY (790 п. н.) був проведений для 1224 осіб відомої статі з точністю 99,84 % (1222/1224). Однак інше дослідження в Індії показало, що 5 із 270 досліджених чоловіків (1,85 %) мали делецію AMELY; такі особи були названі «чоловіками з видаленим амелогеніном» (DAM, «deleted-amelogenin males»). Автори припустили, що, хоча тест на стать на основі амелогеніну може бути точним загалом, інші маркери Y-хромосоми, такі як SRY, STR або 50f2, можуть додатково використовуватися для зменшення неоднозначної ідентифікації статі.

## Клінічне значення
Мутації в AMELX можуть викликати недосконалий амелогенез, тобто порушення розвитку зубної емалі.